# Geeloogjunco
De geeloogjunco (Junco phaeonotus) is een zangvogel uit de familie Emberizidae (gorzen).

## Verspreiding en leefgebied
Deze soort telt vier ondersoorten:
- J. p. palliatus: de zuidwestelijke Verenigde Staten en noordwestelijk Mexico.
- J. p. phaeonotus: centraal en zuidelijk Mexico.
- J. p. fulvescens: binnenland van Chiapas (zuidelijk Mexico).
- J. p. alticola: zuidoostelijk Chiapas en westelijk Guatemala.

Afgesplitst als aparte soort: Bairds junco (J.  bairdi) zuidelijk Baja California (noordwestelijk Mexico).